# جازمین پائولینی
جازمین پائولینی (ایتالیایی: Jasmine Paolini؛ زادهٔ ۴ ژانویهٔ ۱۹۹۶) تنیس‌باز زن اهل ایتالیا است.